# Barranco, Ltd
Pour plus de détails, voir Fiche technique et Distribution.
Barranco, Ltd est un film français réalisé par André Berthomieu, sorti en 1932.

## Synopsis
Un vagabond chanceux hérite d'une fortune qu'il finira par rendre.

## Fiche technique
- Titre : Barranco, Ltd
- Réalisation : André Berthomieu
- Scénario : André Armandy d'après son roman Silverbell ou la Nuit sans astres
- Photographie : Jean Isnard et Ganzli Walter[1]
- Décors : L. Maubert
- Son : Maurice Carrouet[2]
- Musique : Francis Casadesus
- Montage : Jacques Desagneaux
- Production : Nicaea Films Productions
- Pays d'origine :  France
- Format : Noir et blanc - 35 mm - 1,37:1
- Genre : Comédie
- Durée : 95 minutes
- Date de sortie : France, 24 juin 1932

## Distribution
- Félicien Tramel : le père Caribe ; Florestan Fortiolis
- Rosine Deréan : Aline de Estranglebleu
- Julien Bertheau : Gérard Fortiolis
- René Donnio : Overlook
- Gaston Jacquet : Stanton Muir
- Jean Diener
- Odette Talazac
- Émile Matrat